# レオナルド・パドゥーラ・フエンテス
レオナルド・パドゥーラ・フエンテス（Leonardo Padura Fuentes、1955年 - ）は、キューバの小説家、推理作家。男性。キューバの首都ハバナ生まれ。ハバナ在住。

## 略歴
ハバナ大学でラテンアメリカ文学を学び、卒業後は脚本家、ジャーナリストとして活動。のちに小説家としての活動も開始し、1991年に第1作を発表したマリオ・コンデ警部補シリーズで人気を博す。同シリーズの最初の4作は「四季シリーズ」と呼ばれており、そのうち4作目の『Paisaje de otoño（秋の風景）』（1998）は、スペイン語で書かれた最も優れた推理小説に贈られるダシール・ハメット国際推理小説賞（国際推理作家協会主催）を受賞した。
また、『アディオス、ヘミングウェイ』は2007年のドイツ・ミステリ大賞翻訳作品部門の受賞作（第3位）となっている。2009年に発表し、トロツキー暗殺を描いた「犬を愛した男」は、本国キューバでベストセラーとなっただけではなく、全スペイン語圏での大ヒットとなった。2015年にはアストゥリアス皇太子賞文学部門を受賞。

## 日本語訳作品
- 『アディオス、ヘミングウェイ』（宮崎真紀 訳、ランダムハウス講談社、2007年9月
- 『犬を愛した男』（寺尾隆吉 訳、水声社、叢書フィクションの楽しみ、2019年4月）
- 『わが人生の小説』（久野量一 訳、水声社、叢書フィクションの楽しみ、2022年4月）
- 『風に舞う塵のように』（寺尾隆吉 訳、水声社、フィクションのエル・ドラード、2025年）

## 主な著作
スペイン語で執筆。

### マリオ・コンデ警部補シリーズ
- 四季シリーズ
  - Pasado perfecto (1991)
  - Vientos de cuaresma (1994)
  - Máscaras (1997)
  - Paisaje de otoño (1998)
- Adiós Hemingway (2001) （アディオス、ヘミングウェイ）
- La neblina del ayer (2005)